# R (single álbum)
R (estilizado como -R-) é o single álbum de estreia da cantora sul-coreana-neozelandesa Rosé. Foi lançado em 12 de março de 2021 pela YG Entertainment e Interscope Records. O single álbum foi produzido por Teddy, 24, Jorgen Odegard, Ojivolta, Jon Bellion e Brian Lee. R é principalmente um disco pop com influências de elementos synth-pop, dance-pop, electropop, EDM, rock alternativo, soft rock, indie rock e rock.
A versão física estreou em segundo lugar na Gaon Album Chart e se tornou o álbum mais vendido de uma solista feminina na história da parada. R também estabeleceu o recorde de maiores vendas na primeira semana de uma solista feminina de K-pop com 448.089 cópias vendidas, antes de sua colega de grupo Lisa quebrar o recorde. Foi certificado como duplo platina pela Korea Music Content Association (KMCA) em novembro de 2021 por vender 500.000 cópias, e mais tarde foi certificado como triplo platina em dezembro de 2023 por vender 750.000 cópias. O álbum single foi recebido com críticas positivas centradas nos vocais e composições de Rosé.
"On the Ground" foi lançado como o primeiro single no mesmo dia em que o álbum foi lançado. O single alcançou a posição 4 na Coreia do Sul e 70 na Billboard Hot 100 dos EUA, tornando-se a canção de maior sucesso de uma solista coreana nos EUA. A canção também estreou e alcançou a posição número 1 nas tabelas Global 200 e no Global Excl. U.S. dos EUA, a primeira canção de um ato solo coreano a fazer isso na história das paradas. O videoclipe de "Gone" foi lançado em 5 de abril de 2021, e o single alcançou a sexta posição na Coreia do Sul, rendendo a Rosé seu segundo sucesso no top dez do país.

## Antecedentes
Em 2 de junho de 2020, a YG Entertainment anunciou que Rosé iria estrear solo em 2020, após o lançamento do primeiro álbum de estúdio coreano de Blackpink. Em 30 de dezembro de 2020, em uma entrevista ao meio de comunicação sul-coreano Osen, sua gravadora revelou que as filmagens de seu videoclipe de estreia começariam em meados de janeiro de 2021. Em 25 de janeiro de 2021, um teaser de 34 segundos intitulado "Coming Soon" foi carregado no canal oficial do Blackpink no YouTube e apresentava Rosé cantando um trecho de uma faixa desconhecida. A YG Entertainment também divulgou que Rosé "completou todas as filmagens do videoclipe da faixa título de seu álbum solo em meados de janeiro", e o lançamento será "certamente diferente do estilo musical usual de Blackpink."
Logo em seguida, foi anunciado que Rosé apresentaria a faixa apresentada no teaser, posteriormente com o título de "Gone", no primeiro show virtual de Blackpink, apelidado de "The Show" em 31 de janeiro de 2021. Em 2 de março de 2021, a YG Entertainment anunciou oficialmente que Rosé vai estrear seu projeto solo altamente antecipado em 12 de março, tornando-a o primeiro membro do Blackpink a lançar um trabalho solo desde "Solo" de Jennie em novembro de 2018. No dia seguinte, um novo pôster teaser revelou o nome do single principal, "On the Ground", pela primeira vez. O teaser do videoclipe de "On The Ground" foi lançado em 7 de março. Em 8 de março, YG revelou a lista de faixas do álbum, que confirmou as contribuições de Rosé como compositora pela primeira vez em ambas as faixas. Em 9 de março, o segundo teaser do videoclipe para a faixa-título foi publicado.

## Composição
"Tenho certeza de que cada canção tem um idioma que se adapta melhor a ela. Eu debati muito sobre qual idioma seria adequado para a faixa-título, e descobri que era o inglês. Na verdade, eu estava preocupado que os fãs pudessem ficar desapontados com letras em inglês, mas também senti que era importante apresentar a eles uma canção completa, a melhor canção com a qual eu poderia ficar satisfeito. "

—Rosé on the English lyrics of R, — Rosé nas letras em inglês de R, NME
Musicalmente, R é principalmente um disco pop com influências de synth-pop, dance-pop, electropop, EDM, rock alternativo, soft rock, indie rock e elementos de rock. O single álbum tem 6 minutos e 15 segundos de duração e apresenta duas canções. NME observou que "Rosé leva as coisas de volta ao básico, organizando as camadas frequentemente ocupadas encontradas nas canções de seu grupo para apenas o que é necessário e empregando uma abordagem mais silenciosa e suave". Em uma coletiva de imprensa online, Rosé disse que teve muitas contribuições ao fazer seu projeto solo de estreia, desde a arte da capa até a composição. "Já que nossos fãs esperaram por isso por muito tempo, eu queria que fosse satisfatório", disse ela. “Participei de muitas reuniões para transmitir minhas opiniões sobre o álbum, desde o design da capa até minha primeira experiência como compositora. Ela acrescentou que "relembrou seus dias de pré-estreia e a paixão pela música enquanto fazia o álbum." "Refleti sobre mim mesmo e percebi o quanto amo música, fico consolada e crescida com ela. Escrevi as canções em inglês porque achei que era a linguagem mais adequada para elas. Espero que possam confortar os ouvintes também."
A cantora também revelou que ela havia gravado originalmente "Gone" pela primeira vez há dois anos. Enquanto isso, "On the Ground" foi "gravada apenas recentemente". Ao falar para a revista Nylon, Rosé admitiu que R era sua chance de experimentar vocalmente. Ela afirmou: "Já que esta é minha estreia solo, eu queria experimentar diferentes sons e diferentes técnicas vocais. Eu tentei algumas coisas novas. Acho que você verá um novo lado musical de mim."

### Canções
O single álbum abre com "On the Ground", uma canção electropop, pop rock e pop com elementos synth-pop e uma batida inspirada em EDM, complementada por uma guitarra simples. A faixa apresenta versos melódicos acompanhados por vocais "ofegantes", ponte angelical, refrão que ostenta o soco dance-pop e a nota alta de Rosé no final. A faixa mostra Rosé refletindo sobre sua vida como uma super estrela global do K-pop e ela percebe que o que realmente importa em sua vida já está dentro dela. Em uma entrevista para a StyleCaster, a cantora falou abertamente sobre a inspiração pessoal por trás da faixa. Ela explicou: "Desde quando era estagiária, vivia o dia a dia, correndo em direção aos meus sonhos. De vez em quando, há momentos em que questionava meus motivos e acho que as letras expressam isso muito bem. Eu acho que isso também é algo com que aprender." Fiel às suas raízes, "On the Ground" é uma homenagem à sua juventude. Uma carta de amor para seu tempo como uma menina passando horas tocando instrumentos com grandes sonhos de compartilhar sua arte com o mundo. A segunda faixa, "Gone", é uma balada soft rock e indie rock com base em uma guitarra elétrica. Pertencente a uma vibração suave, a produção da canção apresenta um som "despojado" e construída em torno de acordes dedilhados de guitarra. A faixa é uma canção de separação sincera sobre alguém que ainda tem sentimentos por seu ex que superou e seguiu em frente. A voz suave de Rosé evoca uma sensação palpável, mas identificável, de desgosto.

## Concepção e título
De acordo com um comunicado à imprensa, o título do álbum "simboliza não só a primeira letra do nome de Rosé, mas também um novo começo para ela como artista solo". "Muitas pessoas me chamam por vários nomes, então 'R' vem da primeira letra dos meus nomes e representa meu início de carreira solo", afirmou ela durante uma entrevista coletiva global. "Em vez da letra 'r' do alfabeto me definindo como pessoa, espero que as pessoas se lembrem de 'R' a primeira coisa quando me virem." "On the Ground" é sobre uma longa e difícil jornada para o sucesso e a busca de um sonho. Na canção, Rosé fala de coisas simples, que são muito mais importantes na vida, família, amigos, saúde e felicidade pessoal, e não os critérios de sucesso, de que todos gostam de se gabar. Em "Gone", Rosé canta sobre o amor difícil que finalmente a deixou e sobre seu coração partido. Segundo ela, ao gravar cada uma das canções, ela interpreta um ou outro personagem. Aqui, como ela diz, ela conseguiu ser ela mesma.
Após a apresentação no Inkigayo, a cantora disse que “On the Ground” foi criada para aqueles “que procuram o sentido da vida e as respostas às questões-chave”, para mostrar que “a resposta já está dentro, na alma,  e ninguém não deveria procurá-lo em outro lugar ". Rosé criou o nome do single e considera-o a frase de maior sucesso em todas as canções que ela já cantou. Isso significa que tudo o que Rosé precisa é  aqui, "na terra", e não há necessidade de correr para algum lugar para encontrar este necessário.

## Lançamento e promoção
Em 2 de março de 2021, a YG Entertainment lançou um pôster teaser com o nome do single álbum, também anunciando a data de lançamento. A pré-venda do álbum começou em 4 de março. No dia seguinte, Rosé anunciou o título do single principal do álbum "On the Ground" nas redes sociais. Em 8 de março, YG postou a lista de faixas do álbum. R foi lançado mundialmente em 12 de março, pela YG e Interscope, juntamente com o videoclipe de "On the Ground". Para comemorar seu retorno, a cantora fez uma transmissão ao vivo online uma hora antes do lançamento para falar sobre o álbum e o videoclipe, além de abrir o álbum físico. Em 14 de março, a cantora apareceu no programa My Little Old Boy como uma convidada especial. Em 20 de março de 2021, Rosé apareceu no programa de TV sul-coreano Knowing Bros junto com Hyeri do Girl's Day. A cantora deu uma entrevista ao The Kelly Clarkson Show e ao New Music Daily da Apple Music, apresentado por Zane Lowe. Ela também apareceu na capa da revista da edição de abril da Vogue Austrália.

### Singles
"On the Ground" foi lançado como o primeiro single de R, junto com o álbum em si, em 12 de março de 2021. A canção foi acompanhada por um videoclipe dirigido por Han Sa-min. Após o lançamento, o videoclipe ultrapassou 41,6 milhões de visualizações em 24 horas e quebrou o recorde do ex-colega de gravadora Psy com "Gentleman" para o videoclipe sul-coreano mais visto de um solista em 24 horas. Nos Estados Unidos, a canção estreou e alcançou a posição 70 na Billboard Hot 100, tornando-se a canção de maior sucesso de uma solista coreana nos EUA. Também estreou e atingiu o número 1 nas tabelas Global 200 e Global Excl. U.S. dos EUA, os primeiros a fazê-lo nas histórias das tabelas.
"Gone" foi lançado como o segundo single em 5 de abril de 2021, junto com o lançamento de seu videoclipe. O videoclipe obteve mais de 15 milhões de visualizações nas primeiras 24 horas. Nos Estados Unidos, a canção estreou no número 15 na Billboard Digital Song Sales. A canção também estreou e alcançou a posição número 29 na Global 200, com 19,6 milhões de streams e 25.000 downloads em todo o mundo, e no número 17 na tabela Global Excl. U.S..

### Apresentações ao vivo
Em 31 de janeiro de 2021, a cantora apresentou "Gone" no primeiro concerto virtual de Blackpink, The Show. Em 14 de março de 2021, Rosé fez a apresentação de estreia de "On the Ground" e "Gone" no Inkigayo da SBS. Em 16 de março de 2021, Rosé apresentou o primeiro single no The Tonight Show Starring Jimmy Fallon. Em 18 de março de 2021, ela apresentou "On the Ground" no M Countdown da Mnet, onde também ficou em segundo lugar na seção de votação do show. A cantora apresentou a canção no Show! Music Core em 20 de março. A canção foi apresentada novamente no Inkigayo em 21 de março. No dia 27 de março, Rosé apresentou a canção no Show! Music Core. Em 28 de março, a cantora apresentou "On the Ground" no Inkigayo.

## Recepção crítica
| Críticas profissionais | Críticas profissionais |
| Avaliações da crítica  | Avaliações da crítica  |
| Fonte                  | Avaliação              |
| ---------------------- | ---------------------- |
| NME                    | [ 14 ]                 |

R recebeu críticas positivas dos críticos musicais, que elogiaram seu peso emocional e as composições de Rosé. Rhian Daly, da NME, concedeu ao álbum 4 de 5 estrelas, descrevendo o álbum como "um testamento sem frescuras que prova que uma voz poderosa e boas composições não precisam ser grandes ou ostentosas para brilhar." Escrevendo para Beats Per Minute, JT Early deu ao single álbum uma crítica positiva, afirmando que R é "uma estreia solo vulnerável e madura que demonstra muito as habilidades vocais e de composição de Rosé."

## Reconhecimentos
| Ano  | Organização             | Categoria                                    | Resultado | Ref.   |
| ---- | ----------------------- | -------------------------------------------- | --------- | ------ |
| 2021 | Asian Pop Music Awards  | Top 20 Álbuns do Ano (Estrangeiro)           | Venceu    | [ 46 ] |
| 2021 | Asian Pop Music Awards  | Prêmio Escolha do Público (Estrangeiro)      | 2º lugar  | [ 46 ] |
| 2022 | Gaon Chart Music Awards | Artista do Ano – Álbum Físico (2º Trimestre) | Indicado  | [ 47 ] |
| 2022 | Seoul Music Awards      | Prêmio Principal (Bonsang)                   | Indicado  | [ 48 ] |

## Desempenho comercial
O álbum de estreia de Rosé ultrapassou 400.000 pré-encomendas em quatro dias, tornando-se o álbum mais vendido de uma artista solo feminina coreana. Em 15 de março, R ultrapassou meio milhão de pré-encomendas de estoque. Dos 500.000 pedidos antecipados, 400.000 vieram de CDs, 48.000 vieram do kit e 52.000 vieram das vendas de vinil. De acordo com o Hanteo Chart da Coreia, o álbum vendeu 280.000 cópias no primeiro dia e 448.089 cópias na primeira semana de lançamento, estabelecendo o recorde de maior número de vendas na primeira semana entre artistas solo femininas. Em 23 de abril, a YG Entertainment anunciou que o single álbum vendeu 502.447 no Hanteo, tornando Rosé a primeira solista sul-coreana a quebrar a marca de meio milhão de vendas em 19 anos. A edição física estreou na segunda posição no Gaon Album Chart, enquanto o kit estreou na sétima posição. O álbum também estreou em terceiro lugar na Gaon Album Chart mensalcomo 52.158 cópias da versão kit no mês de março.. Em maio de 2021, R foi certificado como platina pela Korea Music Content Association (KMCA) por vender mais de 250.000 cópias, e em novembro de 2021 foi certificado como dupla platina por vender mais de 500.000 cópias. O álbum ficou em 25º lugar no Gaon Album Chart de fim de ano, com 516.915 cópias vendidas em 2021 Em dezembro de 2023, foi certificado como triplo platina por vender mais de 750.000 cópias.

## Lista de faixas
| Lista de faixas para R |                 |                |                                              |                                   |         |  |
| N.º                    | Título          | Letras         | Música                                       | Produtor(es)                      | Duração |  |
| 1.                     | "On the Ground" | Rosé Amy Allen | Jon Bellion Jorgen Odegard Raúl Cubina Teddy | Odegard Ojivolta Teddy Bellion 24 | 2:48    |  |
| 2.                     | "Gone"          | Rosé J. Lauryn | Rosé Brian Lee J. Lauryn Teddy               | 24 Lee                            | 3:27    |  |
| Duração total:         | Duração total:  | Duração total: | Duração total:                               | Duração total:                    | 6:15    |  |

| R – Apenas CD |                                |                              |                                   |         |  |
| N.º           | Título                         | Música                       | Produtor(es)                      | Duração |  |
| 3.            | "On the Ground" (Instrumental) | Bellion Odegard Cubina Teddy | Odegard Ojivolta Teddy Bellion 24 | 2:48    |  |
| 4.            | "Gone" (Instrumental)          | Rosé Lee Lauryn Teddy        | 24 Lee                            | 3:27    |  |

## Créditos e pessoal
Créditos adaptados das notas do encarte do álbum.
Produção
- Rosé – vocais, diretora criativa, compositora (todas as faixas)
- Teddy – diretor criativo, produtor de álbum, compositor (todas as faixas), produtor (faixa 1)
- Amy Allen – compositora (faixa 1)
- Jon Bellion – compositor (faixa 1), produtor (faixa 1)
- Jorgen Odegard – compositor (faixa 1), produtor (faixa 1)
- Raúl Cubina – compositor (faixa 1)
- Ojivolta – produtor (faixa 1)
- 24 – produtor (todas as faixas)
- Brian Lee – compositor (faixa 2), produtor (faixa 2)
- J. Lauryn – compositora (faixa 2)
- Yongin Choi – engenheiro de gravação (todas as faixas)
- Josh Gudwin – engenheiro de mixagem (todas as faixas)
- Randy Merrill – engenheiro de masterização (todas as faixas)

Design
- Rosé; Hyona Park, Jeongyoon Yoon (Franchise); Hyo Jin Jeong, Sung Min Yook, Min Kyu Lee, Hee Won Moon, Min Ji Lee – design
- Jae Hyun Choe, Jae Hoon Roh, Bin Seo – coordenador de produção
- Heejune Kim, Jungwook Mook, Sunjae Shin, Khan, Jaewon Choi – fotografia
- Na Kyung Lee, Si Chun Kim, Yea Byul Jeon, Bo Yung Jung, Jin Kwang Yu – cenografia
- Min Hee Park – estilista
- Seon Yeong Lee – cabeleleira
- Myung Sun Lee (Woosun) – maquiadora
- Eunkyung Park (Unistella) – manicure
- Young Shin Kim – florista

Gerenciamento
- YG Entertainment – produtor executivo
- Yea Deun Kim, Euna Ahn, Jiwan Seong – A&R
- Yoohee Chung, Soon Mo Hwang, Hana Kim, Sejung Ku, Gyeo Re Shin, Seogyeong Shin, Meenseo Won, Minji Yang – artista de estratégia
- Yoon Jeong Kim – publicação
- Heon Pyo Park – chefe do grupo de gestão de artistas
- Heon Pyo Park, Byoung Young Lee, Se Ho Kim, Eun Gon Kim, Ho Sup Shin, Jong Seong Park, Sae Rom Lee, Seong In Je – gestão de artistas
- Sung Jun Choi – diretor de operações
- Seon Young Kang, Yu Jin Jung, Eun Yu Choi – negócio de música
- Bo Kyung Hwang – supervisor executivo

## Desempenho nas paradas musicais
| Parada (2021-2023)                 | Melhor posição |
| ---------------------------------- | -------------- |
| Coreia do Sul (Gaon)               | 2              |
| Coreia do Sul (Gaon) versão Kit    | 7              |
| Coreia do Sul (Gaon) versão LP     | 7              |
| Croácia (HDU International Albums) | 10             |
| Japão (Oricon Combined Singles)    | 40             |
| Reino Unido (OCC Physical Singles) | 4              |

| Parada (2021)                   | Melhor posição |
| ------------------------------- | -------------- |
| Coreia do Sul (Gaon)            | 3              |
| Coreia do Sul (Gaon) versão Kit | 12             |
| Coreia do Sul (Gaon) versão LP  | 25             |

| Parada (2021)        | Posição |
| -------------------- | ------- |
| Coreia do Sul (Gaon) | 25      |

## Certificações
| Região                                                    | Certificação | Unidades/vendas |
| --------------------------------------------------------- | ------------ | --------------- |
| Coreia do Sul (Circle)                                    | 3x Platina   | 750.000^        |
| ^valores das remessas são baseados apenas na certificação |              |                 |

## Histórico de lançamento
| Região        | Data             | Formato                     | Gravadoras    | Ref.   |
| ------------- | ---------------- | --------------------------- | ------------- | ------ |
| Várias        | 12 de março 2021 | Download digital, streaming | YG Interscope | [ 19 ] |
| Várias        | 16 de março 2021 | CD                          | YG Interscope | [ 64 ] |
| Coreia do Sul | 19 de abril 2021 | Vinil                       | YG            | [ 65 ] |